# ナポリ (バレエ)

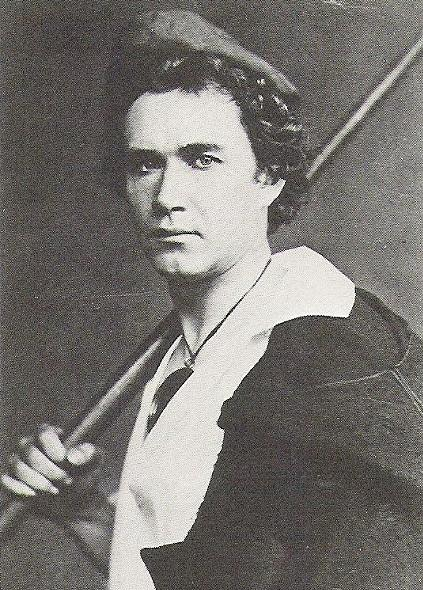
H・シャーフが演ずる主人公ジェンナロ（1860年）

『ナポリ』 は、1842年に初演された全3幕のバレエ作品である。正式な題名は『ナポリ、あるいは漁師とその花嫁』（丁: Napoli; eller, Fiskeren og hans Brud）という。

## 概要
1841年、舞台上から許可なく国王に請願をしたという罪で6か月間の国外追放となったオーギュスト・ブルノンヴィルが、旅先のイタリアで見た光景から着想した物語を、帰国後にバレエ化した作品である。
初演は1842年3月29日にデンマーク王立劇場で、ニールス・W・ガーデ、エドヴァルド・ヘルステッド、ホルガー・シモン・パウリ、H・C・ロンビの音楽、ブルノンヴィルの振付により上演された。
初演を観た童話作家のアンデルセンは、ブルノンヴィルに宛てて「デンマーク・バレエ界の詩人」と賞賛の手紙を送ったという。
その後数回の改訂を経つつ、現在でもデンマーク王立バレエ団の貴重なレパートリーとして上演され続けている。日本でも2009年の来日公演の際に披露された。
なお、第3幕の『パ・ド・シス』は人気が高く、他国のバレエ団でも小品として取り上げられている。

## 音楽
この作品の音楽には複数の作曲家が関与している。第1幕と第3幕はヘルステッドとパウリ、第2幕の「青の洞窟」の場面はガーデ、第3幕のタランテラの後に続く終曲のギャロップをロンビが作曲した。
第1幕のペポがジェンナロの悪口を言うシーンにはロッシーニの『セビリアの理髪師』からアリアが引用されており、また第2幕にはフランソワ・ユベール・プルームが作曲した当時の人気曲「La Melancholie」が含まれている。

## あらすじ
| 主な登場人物       |              |                      |
| ジェンナロ         | Gennaro      | 若い漁師             |
| ヴェロニカ         | Veronica     | テレシーナの母       |
| テレシーナ         | Teresina     | ジェンナロの恋人     |
| ジャコモ           | Giacomo      | テレシーナへの求婚者 |
| ペポ               | Peppo        | テレシーナへの求婚者 |
| ゴルフォ           | Golfo        | 海の王               |
| フラ・アンブロジオ | Fra Ambrosio | 僧侶                 |

### 第1幕
舞台はナポリ、サンタルチアの港。
寡婦のヴェロニカには、一人娘のテレシーナがいる。美しく気立てのいいテレシーナにはジャコモとペポという二人が言い寄っているが、彼女の心は貧しいが働き者の若い漁師、ジェンナロのもとにある。
ジェンナロとテレシーナは僧のフラ・アンブロジオに施しを与え、フラ・アンブロジオも二人に祝福を与える。内心面白くないジャコモとペポは、ジェンナロの悪口を人々に言って回る。
テレシーナとジェンナロは連れ立って海へと漕ぎ出すが、突然の嵐が2人を襲う。ジェンナロはテレシーナを見失ってしまい、命からがら港へと逃げ帰る。
ヴェロニカを始め人々は皆ジェンナロを責めるが、ただ一人フラ・アンブロジオだけが彼を力づけ、聖母マリアのお守りを与える。フラ・アンブロジオの言葉に勇気づけられたジェンナロは、テレシーナを探しに再び海へ出る。

### 第2幕
カプリ島の青の洞窟。

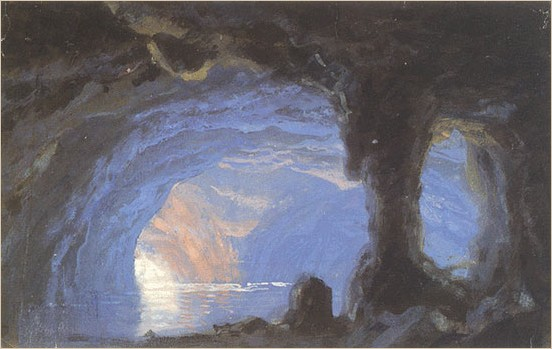
C・F・クリステンセンによる第2幕、青の洞窟の舞台スケッチ （1842年）

洞窟の中には、海の王ゴルフォと海の精たちが住んでいる。テレシーナは溺れ死んではおらず、海の精たちに救われて洞窟に運ばれてきていた。
ゴルフォはテレシーナの美しさに魅せられ、地上に戻りたいという彼女の願いを退けたばかりか、かえって記憶を奪い、テレシーナの姿を海の精へと変えてしまう。
ジェンナロも青の洞窟へたどり着くが、海の精になってしまったテレシーナには彼のことが最早わからない。万策尽きたジェンナロは聖母マリアに救いを求める。聖母の力はテレシーナにかけられた呪いを解き、2人はナポリへの帰路に着く。

### 第3幕
ナポリ近郊、ヴィルジヌ山。
ジェンナロはテレシーナとヴェロニカを伴って、祭に現れる。死んだと思われていたテレシーナの姿を見て、人々は悪魔の仕業だと恐れおののく。しかし、フラ・アンブロジオが2人を弁護し、この奇跡は聖母の力によって齎されたものだと説明すると、人々は素直にそれを受け容れる。
フラ・アンブロジオは2人に祝福を与え、人々も祝宴を始める。ヴェロニカ、ジェンナロ、そしてテレシーナは、祭の賑わいに送られて、家路に着く。

## 文献
- Andersen, Jeannette, "Napoli", International Dictionary of Ballet, vol.2, St. James Press, 1993, ISBN 1-55862-158-X, pp.996-998.